# Hayato Ikeda
Hayato Ikeda (池田 勇人 Ikeda Hayato?, Prefectura de Hiroshima, 3 de diciembre de 1899 - Tokio, 13 de agosto de 1965), fue un político japonés y ejerció como 58.º, 59.º y 60.º primer ministro de Japón, desde el 19 de julio de 1960 hasta el 9 de noviembre de 1964. Se destacó al frente de las políticas económicas del país de los años 60, dando impulso al llamado Milagro japonés.

## Semblanza
Como primer ministro, planificó una política de desarrollo económico en Japón, donde se redujo el conflicto social de la posguerra. Fue conocido por resolver grandes disputas laborales, incluyendo una huelga de larga duración en la Mina de Miike, administrada por la Mitsui Mining Company (la finalización de la huelga fue la primera acción del gabinete de Ikeda).
Fue una de las figuras clave en el rápido crecimiento económico de Japón (el llamado Milagro japonés), que se disparó a 11,6% en la segunda mitad de la década de 1960.